# Ricardo Serrão Santos
Ricardo da Piedade Abreu Serrão Santos (Portalegre, 11 de outubro de 1954) é um político português e doutorado. Foi responsável pelo ministério do Mar no XXII Governo Constitucional de 26 de outubro de 2019 até 30 de março de 2022.
Foi Deputado do Parlamento Europeu entre 1 de julho de 2014 e 1 de julho de 2019.

## Condecorações[2]
- Cavaleiro da Ordem de São Carlos do Mónaco (10 de fevereiro de 2014)

## Funções governamentais exercidas
- XXII Governo Constitucional
  - Ministro do Mar